# Buenavista de Valdavia

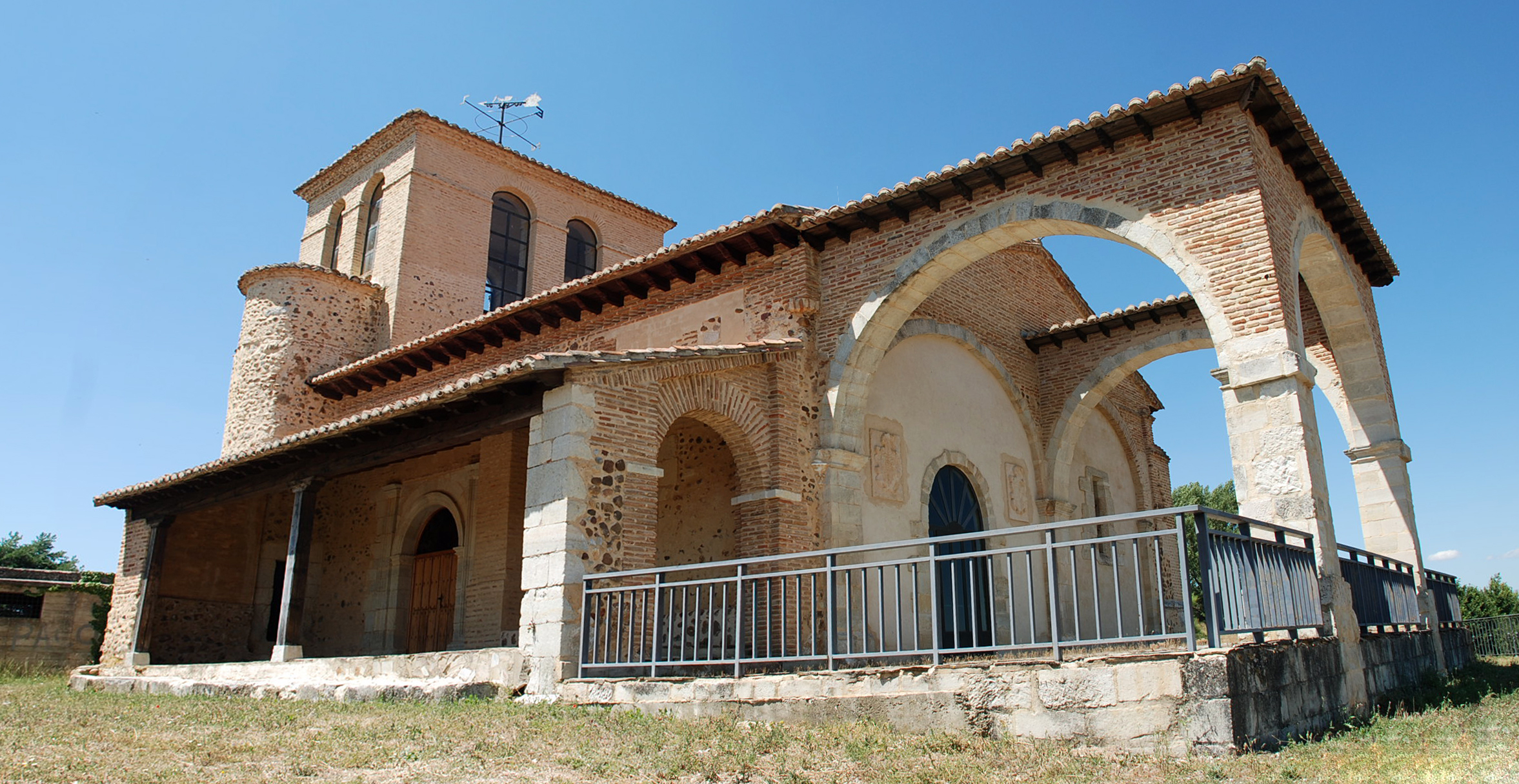
Antigua iglesia de los Santos Justo y Pastor

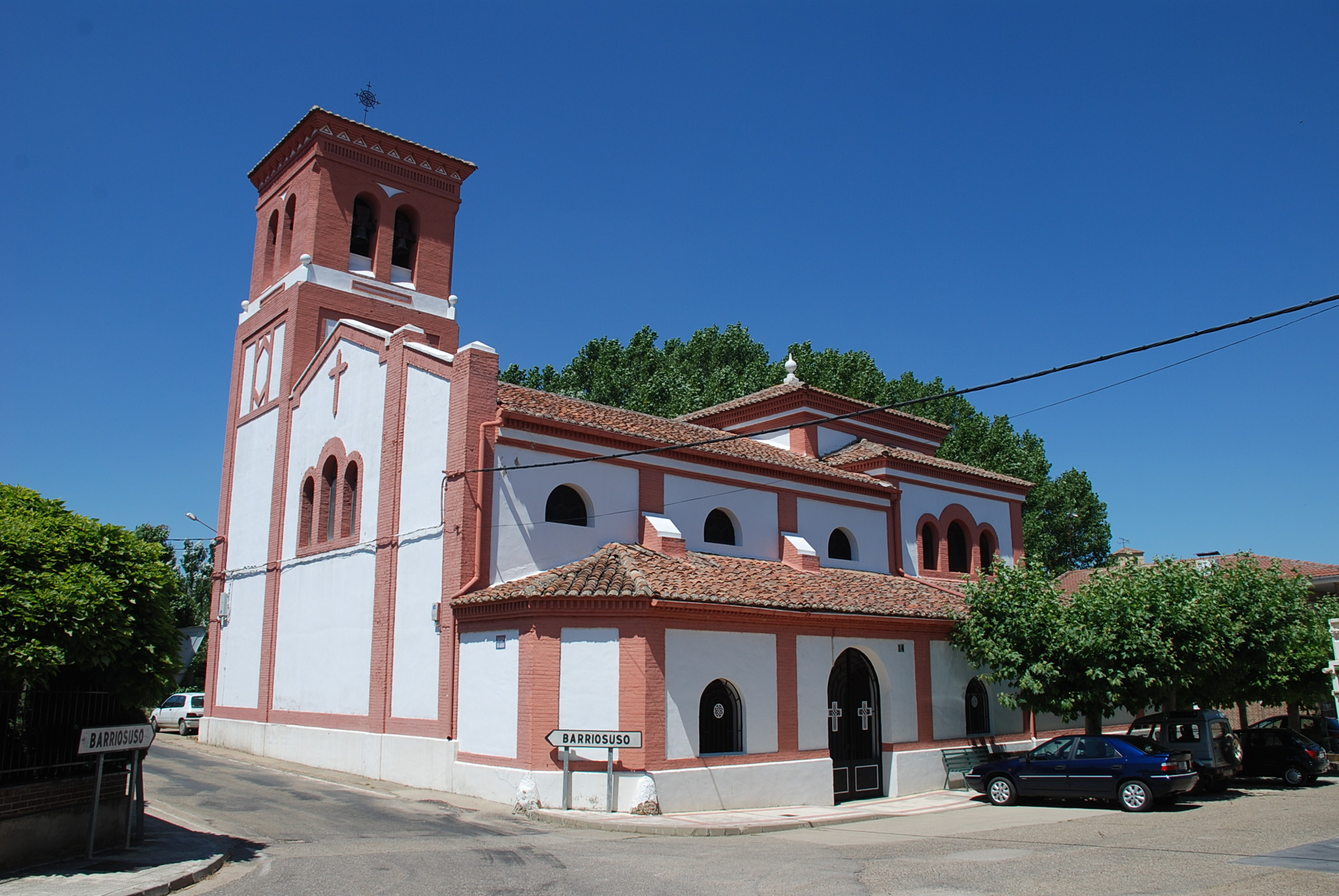
Iglesia de los Santos Justo y Pastor

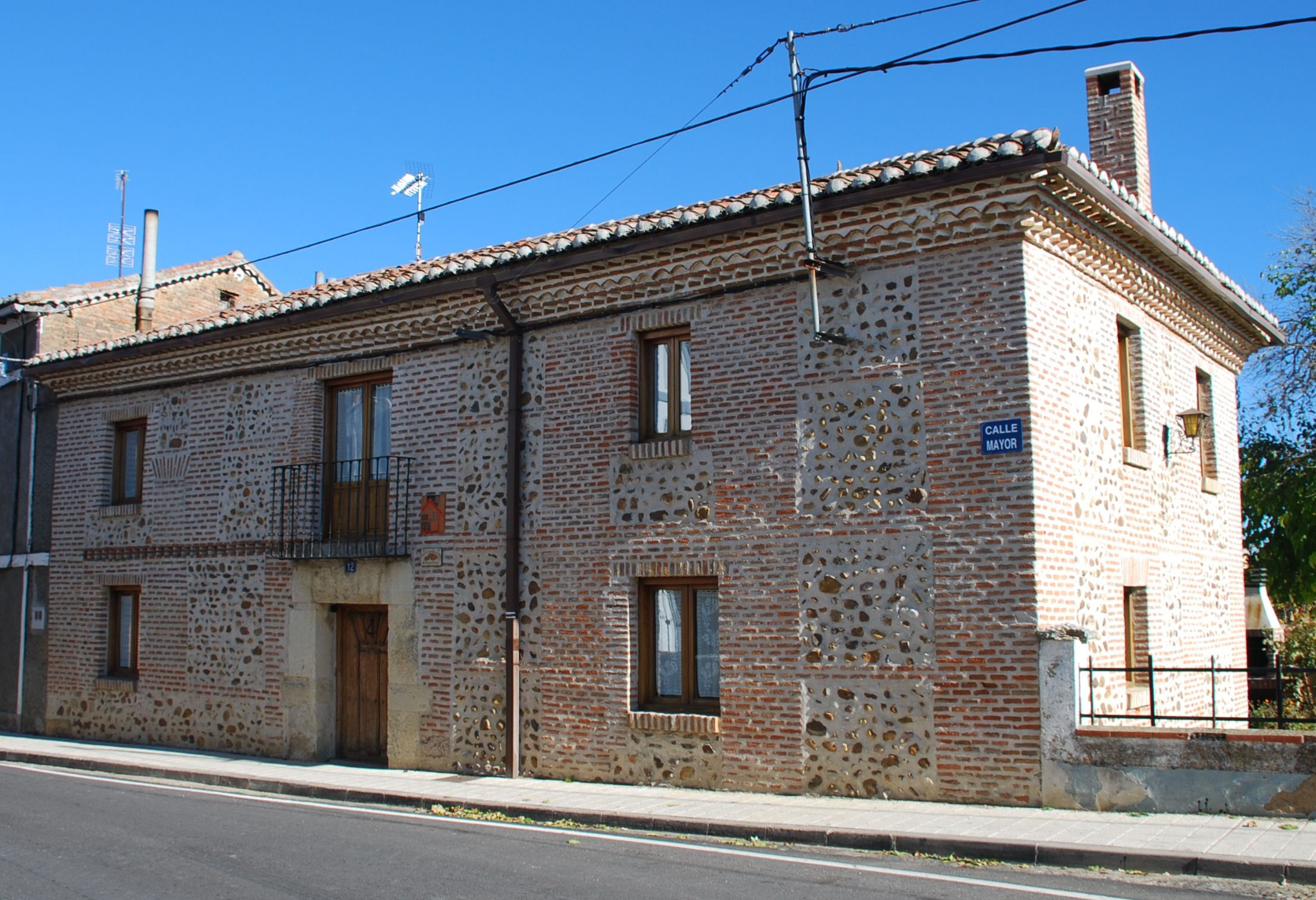
Casa señorial convertida en casa rural

Buenavista de Valdavia es un municipio y localidad española en la comarca de la Valdavia, en la provincia de Palencia, comunidad autónoma de Castilla y León. Ubicada a los pies de la ruta Jacobea que unía San Vicente de la Barquera con Carrión de los Condes a través del Camino Real de la Valdavia.

## Geografía
Atravesado por el río Valdavia de norte a sur, Buenavista se encuentra en su margen derecha.

### Límites del municipio
| Noroeste: Barriosuso Tabanera de Valdavia  | Norte: La Puebla de Valdavia | Noreste: Villaeles Báscones de Ojeda |
| Oeste: Ayuela                              |                              | Este: Polvorosa de Valdavia          |
| Suroeste: Vega de Doña Olimpa Valderrábano | Sur: Polvorosa de Valdavia   | Sureste: Revilla de Collazos         |

## Historia
En 1224, el rey Fernando III de Castilla y Rodrigo Rodríguez de Girón, conde de Saldaña y Carrión, firman el Fuero de Agüero, que era el nombre primitivo con el que se conoce a Buenavista de Valdavia. El nombre actual data de 1789.
En 1975 se fusionan los antiguos municipios de Arenillas de San Pelayo, Buenavista de Valdavia y Renedo de Valdavia, siendo capital del nuevo municipio Buenavista de Valdavia.

## Geografía humana

### Demografía
Cuenta con una población de 298 habitantes (INE 2024).
| Gráfica de evolución demográfica de Buenavista de Valdavia entre 1842 y 2021 |
| |
| Población de derecho según los censos de población del INE Población de hecho según los censos de población del INEEn estos censos se denominaba Buenavista: 1842, 1857 y 1860 Entre el censo de 1981 y el anterior, crece el término del municipio porque incorpora a 34016 (Arenillas de San Pelayo), 34148 (Renedo de la Valdavia) |

### Organización territorial
Su término municipal comprende las pedanías de:
- Arenillas de San Pelayo
- Barriosuso
- Polvorosa de Valdavia
- Renedo de Valdavia

### Economía
Su actividad económica está basada principalmente en dos pilares;que son la agricultura y la ganadería. También cabe destacar pequeños establecimientos comerciales que surten de los más básicos servicios a la comarca, destacando una panadería.

## Patrimonio
- Castillo de Agüero: Situado en el Cerro de las Cuestas, formó parte de la primegenia línea defensiva establecida en época de Alfonso III y Ramiro II antes de la Batalla de Simancas, en el siglo X. Las piedras de este castillo sirvieron para la construcción de la iglesia Vieja de San Justo y Pastor. El castillo era llamado de Agüero porque el pueblo anteriormente fue conocido como Agüero de Yuso y posteriormente se le llamó Buenavista de Valdavia.
- Iglesia Vieja de San Justo y Pastor: iglesia construida aprovechando las ruinas del antiguo Castillo de Agüero, sobre otra iglesia asociada al castillo, a tenor de los restos de enterramientos encontrados durante su proceso de restauración durante la década de 1990, cuando apareció una estela circular con cruz en bajorrelieve de la época de la repoblación, sarcófagos de piedra y dos estelas datadas en el siglo XVIII sobre los que se grabaron el escudo de la familia Escalera, así como inscripciones más modernas. En la subida a la iglesia existe una cruz con la fecha 1703. En la cubierta de la escalera de caracol que sube la torre puede leerse la siguiente inscripción: «SE HIZO ESTA OBRA SIENDO CURA EL ILMO. SR. D. JUAN MARCOS», refiriéndose probablemente a la última reconstrucción de la misma. La iglesia permaneció en ruinas varias décadas del siglo XX, hasta que finalmente fue rehabilitada para ser convertida en un centro social para exposiciones. Actualmente se realizan una serie de exposiciones en agosto, durante las fiestas de los Santos Justo y Pastor.
- Iglesia de los Santos Justo y Pastor: Oficiosamente inaugurada el 21 de diciembre de 1933 sobre el solar de la antigua ermita de Santa Águeda, bajo los planos de Fernando de Unamuno, hijo del escritor Miguel de Unamuno.
- Casa Señorial de la calle Mayor: Gran casa de planta rectangular con patio trasero. Muros de ladrillo y mampostería con las esquinas reforzadas con sillares de caliza. Puerta adintelada con sillar de una pieza sobre la que se abre un balcón con reja de hierro. En ella vivió don Juan González de Quijano y Velasco, fundador del Mayorazgo de las Diez Villas de la Valdavia a beneficio del abad y veinte clérigos de la villa de Carrión. En esta casa se fundó la Escuela del Mayorazgo, para menores y adultos, considerada como una de las primeras de la provincia.